# جيني سكوت
جيني سكوت (بالإنجليزية: Jenny Scott)‏ صحفية واقتصادية بريطانية، ولدت في 1970.

## وصلات خارجية
- جيني سكوت على موقع IMDb (الإنجليزية)
- جيني سكوت على موقع قاعدة بيانات الفيلم (الإنجليزية)